# Wedge Tomb von Toormore

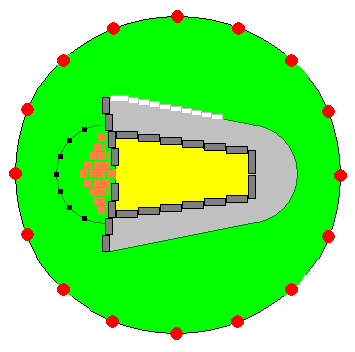
Prinzipskizze Wedge Tomb am Beispiel von Island

Die Ausgrabung des Wedge Tomb von Toormore (irisch An Tuar Mór) im County Cork in Irland wurde im Jahre 1990 durchgeführt. Die Anlage liegt auf einer sieben Meter breiten Terrasse zwischen zwei Ost-West orientierten Felsrücken auf der Mizen-Halbinsel, an der Südseite der Straße R591 von Schull nach Goleen. Toormore, nahe der Toormoor Bay gelegen, wurde 1989 bei Ausgrabungen am Wedge Tomb von Altar wiederentdeckt, nachdem es in den 1930er Jahren von einem lokalen Historiker gefunden worden war. Wedge Tombs (deutsch „Keilgräber“), früher auch „wedge-shaped gallery grave“ genannt, sind ganglose, mehrheitlich ungegliederte Megalithbauten der späten Jungsteinzeit und der frühen Bronzezeit.

## Beschreibung
Die Megalithanlage war in einem ruinösen Zustand. Sie bestand aus zwei stehenden und zwei umgefallenen Orthostaten und einem verschobenen Schlussstein, der einen weiteren Orthostaten überlagerte. Eine Fläche von 124 m² um die Kammer herum wurde ausgegraben. Sie erbrachte keine Funde, aber Belege für die Beschädigung der Anlage bei der Steinentnahme für den Straßenbau.
Die Ausgrabung der Kammer ergab eine Reihe von Sedimenten, die aber weitgehend frei von archäologischem Material waren. Eine flache Grube am östlichen Kammerende barg ein vermutlich tierisches Knochenfragment. Im Gegensatz zum nahegelegenen Altar wurden keine Muscheln oder eingeäscherte menschliche Knochen gefunden. Es wurden auch keine unverbrannten Knochen gefunden wurde, obwohl indirekte Belege für eine Bestattung durch eine kleine Steinkiste mit Abdeckung auf der südlichen Seite der Kammer entdeckt wurden. Die Ausgrabung ergab eine Reihe Hinweise auf bauliche Merkmale, einschließlich der Verwendung von Gräben statt einzelner Löcher für die Positionierung der Orthostaten. Der Beleg für eine Endplatte wurde nur am östlichen (hinteren) Ende der Kammer gefunden.
Es ist ungewiss, ob die lose Verbreitung von Steinen in der basalen Schicht zu einem primären Hügel gehört, oder ob es sich um Lesesteine handelt. Eine niedrige Platte, im rechten Winkel zur Außenseite des Grabes innerhalb dieser Steinschicht in einer flachen Grube gesetzt, wurde ebenfalls gefunden. Neben diesem Stein wurde eine bronzene Axt und ein Kupferfragment aus der Frühbronzezeit (1700–1500 v. Chr.) gefunden.
Das restaurierte Denkmal besteht aus einer 4,25 m langen Galerie, die sich in der Breite von 1,88 m im Westen (Eingangsseite) auf 1,2 m an der Kammerrückseite verjüngt. Einer nördlichen Reihe aus drei Tragsteinen steht eine südliche von zwei durch einen kleinen Spalt getrennten Tragsteinen gegenüber. Der Deckstein an der Rückseite der Kammer ist erhalten, der an der Eingangsseite fehlt. Die Innenraumhöhe beträgt 1,29 m am Eingang und 0,92 m am östlichen Ende.